# エイケン工業
エイケン工業株式会社（EIKEN INDUSTRIES CO., LTD）は、静岡県御前崎市に本社を置き、自動車用フィルターや各種バーナなどの製造・販売を手掛けている企業。東京証券取引所スタンダード市場上場。

## 概要
1969年2月に設立。主に自動車用オイルフィルターやエアフィルター、厨房機器・コインランドリー向けのバーナなどの製造・販売を手掛けている。
2019年からは健康器具の開発やテント型サウナの開発など、新規事業を開始している。

## 沿革
- 1969年2月 - エーケン工業株式会社として神奈川県伊勢原市に設立。
- 1971年10月 - 静岡県浜岡町（現：御前崎市）に浜岡工場を開設。
- 1972年
  - 3月 - 本社を静岡県浜岡町へ移転。
  - 7月 - エイケン工業株式会社に商業変更。
- 1973年
  - 4月 - 子会社として東部エイケン株式会社を設立。
  - 9月 - 日本エレメント株式会社（後のコーシン工業株式会社）を子会社化。
- 1976年1月 - ガス機器の製造を開始。
- 1978年5月 - 子会社として株式会社ビッグ・イーストを設立。
- 1992年9月 - コーシン工業株式会社を吸収合併。
- 1994年11月 - 東部エイケン株式会社を吸収合併。
- 1997年5月 - 株式を店頭公開。
- 2004年12月 - JASDAQ上場。
- 2023年2月 - テント型サウナである「ガレージサウナ」の販売を開始[2][4]。

## 関連会社
- 株式会社ビッグ・イースト
- フジパック株式会社